# رووو دی پولیا
رووو دی پولیا (به ایتالیایی: Ruvo di Puglia) یک کومونه در ایتالیا است که در استان باری واقع شده‌است. رووو دی پولیا ۲۲۱ کیلومتر مربع مساحت و ۲۵٬۵۷۴ نفر جمعیت دارد و ۲۴۰ متر بالاتر از سطح دریا واقع شده‌است.